# Интернат (представа)
Интернат је позоришна представа коју је режирала Јована Паповић према комаду Олге Димитријевић. Представа је била дипломски уметнички пројекат редитељке.
Премијерно приказивање комада је било 29. октобра 2009. године у позоришту ДАДОВ.
Текст комада је објављен у књизи ЕДИЦИЈА ДУХ ДАДОВА 01.
Представа истражује питање односа појединца наспрам друштва, маргинализованих наспрам уклопљених, девијантних наспрам недевијантних као и шта се дешава са друштвом које гуши сваки покушај индивидуализације и креативности.

## Радња
Представе се одвија у дому ученика Средње млекарске школе који функционише као затвор. Строги распоред активности, одмора и спавања и видео надзор којим се контролише свака секунда живота младих ученика.
У том затвореном микрокосмосу ђаци се четири године боре за своје место на хијерархијској лествици интерната.
Како би хранили своју досаду и заборавили бесциљно школовање, они управљају правилима живота у колективу и успостављају нови ред. Групе се формирају и појединци трпе. Ко се не уклапа бива сурово уништен.

## Улоге
| Лица | Глумци            |
| ---- | ----------------- |
|      | Јелена Велковски  |
|      | Тамара Драгичевић |
|      | Милош Биковић     |
|      | Павле Јеринић     |
|      | Јована Гавриловић |
|      | Маја Опарница     |
|      | Јелена Пурић      |
|      | Сања Смајић       |
|      | Исидора Трубин    |